# Raoul Cédras
Raoul Cédras (Jérémie, 9 luglio 1949) è un ex generale e dittatore haitiano.
Salito al potere a seguito di un colpo di stato ai danni di Jean-Bertrand Aristide, fu leader della giunta militare da settembre a ottobre del 1991 e de facto Capo di Stato come "Comandante in capo" delle Forze armate dal 1991 al 1994; quando accettò di dimettersi a seguito di un'invasione guidata dagli Stati Uniti.